# Vibram

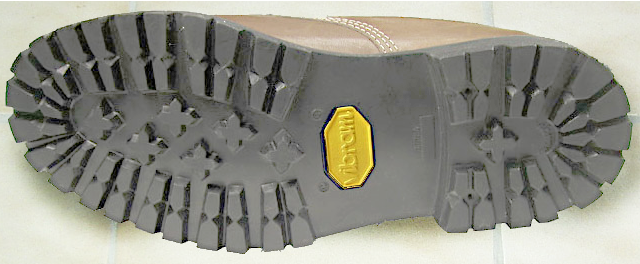
Podeszwa produkcji Vibram z logo firmy

Vibram – włoska firma produkująca obuwie oraz podeszwy gumowe. Podeszwy firmy Vibram charakteryzują się dużą przyczepnością, trwałością oraz odpornością na ścieranie za sprawą zastosowanego do ich produkcji materiału oraz specjalnych wycięć. Podeszwy te cenione są przez wszystkich miłośników wędrówek, wspinaczki, a nawet żołnierzy. Nazwa Vibram pochodzi od imienia i nazwiska włoskiego fundatora i wynalazcy gumowej podeszwy, Vitale Bramani (1900 - 1970).
Bardzo wiele firm outdoorowych i obuwniczych stosuje podeszwy Vibram w różnych modelach swoich butów.